# HTC
A HTC (High Tech Computer Corporation) egy mobilkészülékeket gyártó tajvani óriásvállalat.

## Története
A HTC-t Cher Wang, az Igazgatótanács Elnökasszonya és Peter Chou Elnök-vezérigazgató alapította 1997-ben, s a cég azóta számos népszerű, a szolgáltató saját márkanevével ellátott készülék gyártójaként szerzett magának hírnevet a piacon. 
Az iparág vezető gyártóival közösen is vezetett be készülékeket a piacra, míg 2006 júniusától saját, HTC márkanévvel ellátott termékeivel jelent meg.

## Fordítás
- Ez a szócikk részben vagy egészben  a   HTC_Corporation című angol Wikipédia-szócikk ezen változatának fordításán alapul.  Az eredeti cikk szerkesztőit annak laptörténete sorolja fel. Ez a jelzés csupán a megfogalmazás eredetét és a szerzői jogokat jelzi, nem szolgál a cikkben szereplő információk forrásmegjelöléseként.